# Mamborê
Mamborê este un oraș în Paraná (PR), Brazilia.